# زاك إيبسن
زاك إيبسن (بالإنجليزية: Zak Ibsen)‏ هو لاعب كرة قدم أمريكي في مركز الدفاع، ولد في 2 يونيو 1972 في سانتا كلارا في الولايات المتحدة. شارك مع منتخب الولايات المتحدة لكرة القدم. أما مع النوادي، فقد لعب مع سان خوسيه إيرثكويكس وشيكاغو فاير ولوس أنجلوس غلاكسي ونادي دالاس ونادي ساربروكن ونيو إنجلاند ريفولوشن.

## وصلات خارجية
- زاك إيبسن على موقع الاتحاد الدولي (مؤرشف)  (الإنجليزية)
- زاك إيبسن على موقع الدوري الأمريكي (الإنجليزية)
- زاك إيبسن على موقع قاعدة بيانات كرة القدم.إي يو (الإنجليزية)
- زاك إيبسن على موقع ناشيونال فوتبول تيمز (الإنجليزية)
- زاك إيبسن على موقع أوليمبيديا (الإنجليزية)